# Hideki Suzuki
Hideki Suzuki (鈴木 秀樹?; Kitahiroshima, 18 febbraio 1980) è un wrestler ed allenatore di wrestling giapponese sotto contratto con la Pro Wrestling Noah.

## Carriera

### Inoki Gerome Federation (2008–2014)
Con un background nel judo e nel calcio, Suzuki si allenò presso il dojo UWF Snake Pit Japan. Dopo quattro anni di allenamento sotto il wrestler britannico Billy Robinson, debuttò nella Inoki Genome Federation il 24 novembre 2008, perdendo contro Hiromitsu Kanehara. Per i tre anni successivi, Suzuki lavorò nella IGF, e il suo status iniziò finalmente a salire nel 2012 a seguito di un match con Peter Aerts. Il 26 maggio 2013, Suzuki ha vinto il secondo torneo Inoki Genome, sconfiggendo Akira Joh in finale. Di conseguenza, ricevette la sua prima opportunità titolata all'IGF Championship il 26 ottobre, ma venne sconfitto dal campione in carica Kazuyuki Fujita. Nel marzo successivo, Suzuki lasciò la IGF per diventare un libero professionista.

### Circuito indipendente (2014–2021)
Suzuki iniziò quindi a lavorare regolarmente per Pro Wrestling Zero1, mentre faceva anche apparizioni per promozioni come All Japan Pro Wrestling, la DDT Pro-Wrestling e la Pro Wrestling Noah. Suzuki ricevette rapidamente una possibilità al World Heavyweight Championship della Zero1, perdendo però contro il campione in carica Kohei Sato il 6 maggio 2014. Il 3 agosto 2014 Suzuki vinse finalmente il suo primo titolo nella Zero1 sconfiggendo Tama Williams per l'NWA United National Heavyweight Championship. A novembre, Suzuki prese parte ad una serie di eventi che la Zero1 avrebbe co-prodotto tre eventi con la Wrestle-1.
Grazie al continuo rapporto tra la Zero1 e la Wrestle-1, Suzuki iniziò ad apparire anche in quest'ultima federazione, dove ebbe un'accesa rivalità con Kai. L'8 marzo 2015, dopo che Kai aveva conquistato il Wrestle-1 Championship, Suzuki affrontò immediatamente il nuovo campione, con il match che si svolse il 1º aprile e vide lo stesso Suzuki sconfiggere Kai in soli sette minuti per diventare il nuovo Wrestle-1 Champion. Il 5 maggio Suzuki mise in palio entrambi i suoi titoli in due eventi separati della Zero1 e la Wrestle-1, perdendo l'NWA United National Heavyweight Championship contro Kamikaze e mantenendo il Wrestle-1 Championship contro Ryota Hama. Il 27 giugno Suzuki tornò all'IGF per la prima volta dalla sua partenza dalla federazione sconfiggendo prima Wang Bin nel round di apertura e poi Daichi Hashimoto in finale per vincere il torneo Genome-1 2015 di Nagoya. Dopo la vittoria, Suzuki formò una stable "anti-IGF" con Erik Hammer, Kevin Kross e Knux. Il 12 luglio Suzuki perse il Wrestle-1 Championship contro Kai nella sua terza difesa. Il 1 novembre Suzuki sconfisse Kohei Sato vincendo il World Heavyweight Championship della Pro Wrestling Zero1. Il 26 febbraio 2016 Suzuki tornò all'IGF quando venne nominato leader di una nuova stvale chiamata Hagure IGF Gundan ("Rogue IGF Corps"), che includeva anche Kazuyuki Fujita, Kendo Kashin e Shogun Okamoto. Il 27 marzo Suzuki perse poi il World Heavyweight Championship contro Kohei Sato.
Il 5 marzo 2017 Suzuki sfidò Daisuke Sekimoto per il World Strong Heavyweight Championship della Big Japan Pro Wrestling. Dopo aver lottato per un pareggio a tempo di trenta minuti, Suzuki e Sekimoto si accordarono per una rivincita il 30 marzo, che poi Suzuki vinse. Il 14 settembre Suzuki e Kohei Sato sconfissero Shogun Okamoto e Yutaka Yoshie vincendo il vacante NWA Intercontinental Tag Team Championship. Dopo cinque difese vincenti del titolo, Suzuki perse il World Strong Heavyweight Championship contro Daichi Hashimoto il 17 dicembre. Suzuki affermò poi che perdere il titolo gli costò la maggior parte delle sue prenotazioni e che stava affrontando la disoccupazione nel 2018. Il 1º gennaio 2018 Suzuki e Sato persero l'NWA Intercontinental Tag Team Championship contro Masayuki Okamoto e Yutaka Yoshie.
Il 4 aprile 2019, durante il Josh Barnett's Bloodsport, sconfisse Timothy Thatcher.

### WWE (2021–2022)
Il 22 aprile 2021 firmò un contratto con la WWE, venendo assunto come allenatore presso il Performance Center di Orlando (Florida); tuttavia apparve anche nelle puntate televisive di NXT, con il ring name Hachiman, come membro silenzioso della Diamond Mine insieme a Roderick Strong, Tyler Rust e i Creed Brothers.
Il 5 gennaio 2022 venne rilasciato dalla WWE senza aver combattuto neanche un match ufficiale.

## Personaggio

### Mosse finali
- Ankle lock
- Double arm suplex

### Manager
- Malcolm Bivens

### Musiche d'ingresso
- Blue Eyed Soul di Carl Douglas (2008–2021)
- The Tide is Turning dei def rebel (2021–2022)

## Titoli e riconoscimenti
- Big Japan Pro-Wrestling
  - BJW World Strong Heavyweight Championship (2)
  - Yokohama Shopping Street 6-Man Tag Team Championship (1) – con Takuya Nomura e Yoshihisa Uto
- Ice Ribbon
  - Triangle Ribbon Championship (1)
- National Wrestling Alliance
  - NWA United National Heavyweight Championship (1)
  - NWA Intercontinental Tag Team Championship (1) – con Kohei Sato
- Pro Wrestling Illustrated
  - 122° tra i 500 migliori wrestler singoli nella PWI 500 (2018)[2]
- Pro Wrestling Noah
  - GHC Tag Team Championship (2) – con Takashi Sugiura (1) e Timothy Thatcher (1)
- Pro Wrestling Zero1
  - Zero1 World Heavyweight Championship (1)
- Wrestle-1
  - Wrestle-1 Championship (1)